# Alvin Queen
Alvin Queen (New York City, 16 agosto 1950) è un batterista statunitense di musica jazz.

## Biografia
Negli anni sessanta Queen ha suonato con Ruth Brown, Don Pullen e con il trio di Wild Bill Davis. Ha collaborato  con il trombonista Bennie Green e il chitarrista Tiny Grimes nel 1969 e ha sostituito Billy Cobham nel quintetto di Horace Silver. Ha anche suonato con il quartetto di George Benson prima di riunirsi a Charles Tolliver nel novembre 1971. Negli anni settanta ha vissuto in Canada, prima di stabilirsi in Svizzera nel 1979 e creare l'etichetta Nilva, anagramma del suo nome di battesimo.
Ha suonato anche con Michael Brecker, Kenny Drew, Oscar Peterson, Bennie Wallace, Duško Gojković, Johnny Griffin, George Coleman e Dado Moroni.

Nel 2008 Just a Memory, una consociata della Justin Time Records, ha ristampato due album che Queen aveva realizzato negli anni ottanta con la sua etichetta Nilva: Jammin' Uptown, una session guidata da Queen con Manny Boyd, John Hicks, Terence Blanchard, Robin Eubanks, Ray Drummond; e Soul Connection, che vede come leader l'organista John Patton.

## Discografia

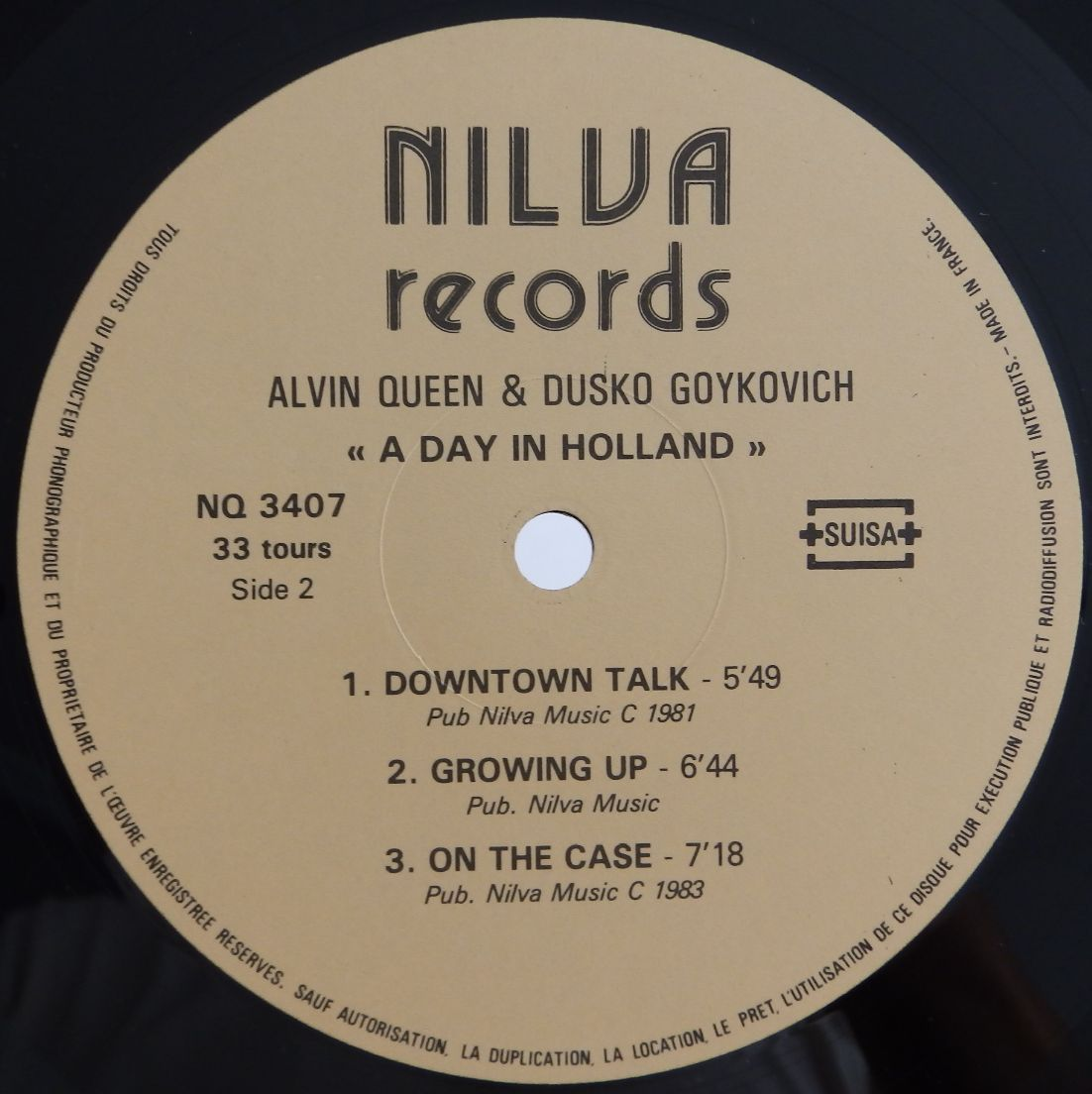
Nilva Records, l'etichetta fondata da Alvin Queen

### Leader
- 1980 - Alvin Queen in Europe
- 1981 - Ashanti
- 1982 - Glidin' and Stridin'  (con Junior Mance)
- 1983 - A Day in Holland (con Dusko Goykovich)
- 1985 - Lenox and Seventh (con Dr. Lonnie Smith - featuring Melvin Sparcks)
- 1985 - Jammin' Uptown
- 1992 - I'm Back
- 2006 - I Ain't Looking at You
- 2009 - Mighty Long Way Alvin Queen Feat. Jesse Davis e Terell Stafford